# Black & Blue Tour
Le Black & Blue Tour est une tournée des Backstreet Boys qui promeut le 4e album studio du groupe intitulé Black & Blue. La série de concerts a débuté le 22 janvier 2001 aux États-Unis (à Sunrise en Floride) et qui s'est achevée le 25 novembre 2001 au Japon (à Osaka).
Durant cette tournée internationale qui a duré environs 10 mois, le boys-band américain s'est produit dans 8 pays d'Amérique du Nord (États-Unis, Canada, Mexique), d'Amérique centrale (Panama), d'Amérique du Sud (Venezuela, Brésil, Argentine) et d'Asie (Japon).
Les premières parties de chacun des concerts furent assurées par Krystal Harris, les Destiny's Child, Shaggy ou encore Sisqó.

## Pause
Le 9 juillet 2001, Brian Littrell, Nick Carter, Howie Dorough et Kevin Richardson sont invités dans l'émission Total Request Live diffusée sur MTV et présentée par Carson Daly. Interrogé par le journaliste John Norris, Kevin est le premier à prendre la parole. Il déclare que AJ McLean, le dernier membre du groupe, doit recevoir un traitement contre l'anxiété, la dépression et l'abus d'alcool. Cette annonce crée immédiatement la surprise et une grande tristesse chez les fans présents. Il indique également que ce processus de réhabilitation du chanteur devrait durer une trentaine de jours. Howie ajoute que les 20 prochaines dates prévues aux États-Unis et au Canada devraient malheureusement être reportées.
Les Backstreet Boys, émus, apportent leur soutien à AJ, et assurent que la tournée pourrait reprendre dès le 7 août. Dans les faits, cette cure a finalement duré plus longtemps que prévu initialement, et le boys-band n'a pu revenir sur scène qu'a partir du 24 août 2001, lors d'un concert à Milwaukee aux États-Unis (Wisconsin). 
Les dates qui furent impactées par cet évènement furent finalement (pour la plupart) assurées durant les mois de septembre et octobre 2001.

## Attentats du World Trade Center

### Annulation des concerts européens et australiens
À la suite des attentats terroristes du 11 septembre 2001, le boys-band dut pour des raisons de sécurité évidentes, annuler ses projets de shows en Europe et en Australie.

### Daniel Lee
Les Backstreet Boys ont été intimement confrontés à ces attaques terroristes. En effet, Daniel Lee, un des techniciens du Black & Blue Tour a été victime de ce drame. Après le concert du 10 septembre à Boston (Massachusetts), il profita de son repos pour retourner voir sa famille à Los Angeles (Californie). Il prit malheureusement un des avions qui se sont abattus contre les tours du World Trade Center.

### The Concert for New York City
Le boys-band américain annula son concert à Chula Vista (en Californie) le 20 octobre 2001 pour se joindre à Paul McCartney et de nombreux autres artistes américains et britanniques au Madison Square Garden pour The Concert for New York City, un concert de charité au bénéfice des membres des familles de victimes des attentats, ainsi que des pompiers et forces de police de New York. Durant ce show, les Backstreet Boys ont interprété un medley porté par le titre Time issu de l'album Black & Blue, ajouté à deux autres hits de leur répertoire : All I Have to Give et I Want It That Way.

### United We Stand: What More Can I Give
Au lendemain de The Concert for New York City, soit le 21 octobre 2001, le groupe s'envole aussitôt pour un second concert caritatif à Washington, cette fois dirigé par Michael Jackson. Le concert intitulé United We Stand: What More Can I Give, réunit également plus d'une vingtaine de stars internationales telles que Mariah Carey, James Brown ou encore Janet Jackson. Premiers à se produire, les Backstreet Boys ouvrent le bal en interprétant sept chansons, mais seules deux d'entre elles seront gardées au montage lors de la diffusion du concert sur la chaine ABC : The Star-Spangled Banner (hymne national des États-Unis) et Shape of My Heart.

## Liste des concerts
| Date             | Ville                | Pays       | Lieu                       | Audience | Première partie          |
| ---------------- | -------------------- | ---------- | -------------------------- | -------- | ------------------------ |
| Amérique du Nord |                      |            |                            |          |                          |
| 22 janvier 2001  | Sunrise (FL)         | États-Unis | National Car Rental Center | 15 000,  | Krystal                  |
| 23 janvier 2001  | Sunrise (FL)         | États-Unis | National Car Rental Center | 16 000   | Krystal                  |
| 24 janvier 2001  | Sunrise (FL)         | États-Unis | National Car Rental Center |          | Krystal                  |
| 26 janvier 2001  | Charlotte (NC)       | États-Unis | Charlotte Coliseum         |          | Krystal                  |
| 3 février 2001   | East Rutherford (NJ) | États-Unis | Continental Airlines Arena | 20 000   | Krystal                  |
| 12 février 2001  | Rosemont (IL)        | États-Unis | Allstate Arena             |          | Krystal                  |
| 13 février 2001  | Rosemont (IL)        | États-Unis | Allstate Arena             |          | Krystal                  |
| 15 février 2001  | Pontiac (MI)         | États-Unis | Pontiac Silverdome         | 42 000   | Krystal, Destiny's Child |
| 23 mars 2001     | Mexico               | Mexique    | Foro Sol                   | 165 000  | Krystal                  |
| 24 mars 2001     | Mexico               | Mexique    | Foro Sol                   | 165 000  | Krystal                  |
| 25 mars 2001     | Mexico               | Mexique    | Foro Sol                   | 165 000  | Krystal                  |
| Amérique du Sud  |                      |            |                            |          |                          |
| 28 avril 2001    | Buenos Aires         | Argentine  | Estadio River Plate        |          | Krystal                  |
| 3 mai 2001       | Rio de Janeiro       | Brésil     | Estádio do Maracanã        | 70 000   | Krystal                  |
| 5 mai 2001       | São Paulo            | Brésil     | Arena Skol Anhembi         | 35 000   | Krystal                  |
| 6 mai 2001       | São Paulo            | Brésil     | Arena Skol Anhembi         | 30 000   | Krystal                  |
| Amérique du Nord |                      |            |                            |          |                          |
| 25 juin 2001     | Pittsburgh (PA)      | États-Unis | Post Gazette Pavilion      | 18 259   | Krystal, Shaggy          |